# أنور ماجد عشقي
الدكتور أنور ماجد عشقي (1943)، هو ضابط استخبارات متقاعد برتبة لواء من القوات المسلحة السعودية، وكان مستشارًا خاصا للأمين العام لمجلس الأمن الوطني آنذاك الأمير بندر بن سلطان بن عبد العزيز آل سعود، وقبلها مستشارًا بهيئة الخبراء بمجلس الوزراء السعودي بالمرتبة الخامسة عشر (ثالث أعلى مرتبة مدنية في السعودية)، وهو حاليًا رئيس مركز الدراسات السياسية والإستراتيجية بالشرق الأوسط في مدينة جدة.

## نشأته
ولد أنور بن ماجد عشقي في المدينة المنورة سنة 1362 هـ من أسرة ينتهي نسبها إلى الحسين بن علي بن أبي طالب رضي الله عنهما، نشأ وتربى في المدينة المنورة وتلقى علومه إلى نهاية المرحلة الثانوية في مدارسها ثم التحق بالكلية الحربية وتخرج منها عسكريا برتبة ملازم ثان عام 1387 هـ.
أسرة آل عشقي سادة من بني هاشم من المدينة المنورة ذهبوا إلى ارجاء مملكة الحجاز أيام الدولة العثمانية لأسباب الدعوة ولتولي مناصب للحكم العثماني وعند نهاية الحكم العثماني رجعوا واستقروا في موطنهم المدينة المنورة.

## الشهادات العلمية
- بكالوريوس علوم عسكرية من كلية الملك عبد العزيز الحربية عام 1387 هـ.
- حصل على ثماني دورات عسكرية.
- حصل على ليسانس حقوق من جامعة بيروت العربية عام 1395 هـ.
- ماجستير في العلوم العسكرية من كلية القادة والأركان عام 1399 هـ.
- حصل على دراسة التأهيل للدكتوراه من معهد مونتريه للدراسات الدولية عام 1400 هـ.
- حصل على الدكتوراه من جامعة جولدن جيت بكاليفورنيا عام 1403 هـ.
- حصل على دورتين في الأقمار الصناعية والكمبيوتر في واشنطن عام 1403 هـ و1405 هـ.

## الحياة العسكرية
كان ضمن القوة السعودية المشاركة في الكويت ضمن مايعرف بأزمة عبد الكريم قاسم عام 1961، وكان ضمن القوة السعودية في لبنان المشاركة في قوات الردع العربية أثناء الحرب الأهلية، تقاعد في عام 1988.

## الحياة العملية
- تخرج ضابطاً برتبة ملازم أول من كلية الملك عبد العزيز الحربية بدرجة بكالوريس علوم عسكرية عام 1378 هـ.
- عمل مع قوة السلام التابعة للجامعة العربية بين العراق والكويت عام 1380 هـ فيما يعرف بأزمة عبد الكريم قاسم.
- ترقى في المناصب العسكرية وعمل مديرًا لمستشفى القوات المسلحة بتبوك عام 1395 هـ.
- كان مرافقا للملك فيصل بن عبد العزيز آل سعود في مؤتمر القمة العربية بالمغرب عام 1388 هـ.
- كان مرافقا للملك فيصل بن عبد العزيز آل سعود في زيارته لأندونيسيا وماليزيا عام 1389 هـ.
- كان مرافقا للملك فيصل بن عبد العزيز آل سعود لمؤتمر القمة العربي بالقاهرة 1390 هـ.
- عمل مساعدًا لقائد قوة الردع السعودية في لبنان عام 1397 هـ أثناء الحرب الأهلية اللبنانية.
- أسس نادي ضباط القوات المسلحة السعودية بوزارة الدفاع السعودية بالرياض وعين مديرًا له عام 1399 هـ.
- ابتعث لدراسة الدكتوراه في الولايات المتحدة في رمضان 1399 هـ.
- عمل مستشارًا للسفير السعودي بواشنطن الأمير بندر بن سلطان من عام 1403 هـ حتى عام 1405هـ.
- عمل مستشار خاصا للأمين العام لمجلس الأمن الوطني ورئيس الاستخبارات العامة السعودية الأمير بندر بن سلطان بن عبد العزيز آل سعود.
- عمل مستشارًا باللجنة الخاصة بمجلس الوزراء السعودي من عام 1405 هـ إلى يومنا هذا.
- وصل إلى رتبة لواء ركن ثم تقاعد عام 1408 هـ ليتفرغ بالعمل في اللجنة الخاصة بمجلس الوزراء السعودي.

## زيارة فلسطين وإسرائيل
حضر أنور عشقي في البداية أكثر من 5 اجتماعات للتنسيق مع مسؤلين سابقين من إسرائيل بخصوص الموقف من إيران منذ يناير 2014 وحتى مايو 2015، وكانت الاجتماعات تجري في مبنى مجلس العلاقات الخارجية الأمريكي في العاصمة الأمريكية واشنطن، وفي يوليو 2016 كان على رأس وفد سعودي غير رسمي يضم عدد من رجال الأعمال والإعلاميين السعوديين، قام بزيارة هي الأولى من نوعها إلى إسرائيل وألتقى أعضاء من الكنيست الإسرائيلي وجنرال إسرائيلي سابق بالموساد الإسرائيلي.
وكان عشقي قد كتب على صحفته في موقع التواصل الاجتماعي «تويتر» رداً على منتقديه: «زرت فلسطين بدعوة كريمة من السلطة فوجدتها محاصرة من الأعداء الذين ضيقوا على أهلها والأصدقاء الذين امتنعوا عن زيارتهم». فضلاً عن تصريحات أخرى سابقة ولاحقة نفى فيها زيارة إسرائيل ومؤكداً بأنه «لا يعتبرها دولة» وأنه ذهب لفلسطين المحتلة ورام الله ليقول لأهلها نحن معكم وقال أن القدس فلسطينية وعربية وإسلامية وأن هدفه من الزيارة هو الإطمئنان على أسر «الشهداء» و «الأسرى» الفلسطينيين واستدرك قائلًا: «المرة الأولى صليت بالمسلمين في بيت المقدس صلاة المغرب، وهذه المرة صليت بهم إمامًا في مسجد عمر بن الخطاب، الذي يقع في المهد ببيت لحم، وكل الهدف نصرة القضية الفلسطينية».
وأوضح: «لم نذهب ضمن وفد رسمي؛ بل ذهبنا كزيارة لمركزنا؛ مركز الدراسات والبحوث، ولم يكن الوفد رسميًا؛ بل هي مبادرة ذاتية، ومركزنا مستقل وغير حكومي وأنا متقاعد ومفكّر فقط». ومؤكدًا على تأييده لمبادرة السلام التي وضعها الملك عبد الله.

## المؤلفات والأبحاث
- البترول السعودي في الميزان الاستراتيجي.
- فن الحرب في الأزمنة القديمة.
- الشريعة الإسلامية والدستور الأمريكي.
- إيران في الميزان الاستراتيجي.
- لبنان والحرب الأهلية.
- أضواء على الفكر الصوفي.[6]

## الكتب
- الإسلام ومقتضيات العصر.
- الشريعة الإسلامية والدستور الأمريكي.
- قضايا في الفكر والسياسة.
- الألعاب الرياضية وأثرها في الفكر الحضاري.
- القيم الاستراتيجية في معركة أحد.
- تأصيل المفاهيم المعاصرة.
- كلمات للتأمل.
- الشريعية الإسلامية قراءة بروح العصر.
- المفاوضات بين الحديبية وروح العصر.
- المدينة في عهد النبوة بناء القيم.
- المدينة في عهد النبوة السوق والتجارة.
- المدينة في عهد النبوة البناء والاقتصاد.
- القيم الفكرية في الهجرة النبوية.
- خلافة أبي بكر الصديق في فكر ابن تيمية السياسي.[7]